# Italo Gariboldi
Italo Gariboldi (Lodi, 20 aprile 1879 – Roma, 9 febbraio 1970) è stato un generale italiano, già distintosi durante la prima guerra mondiale come capo ufficio operazioni all'Armata del Grappa e decorato con una medaglia d'argento al valor militare; prese successivamente parte alla guerra d'Etiopia come comandante della 30ª Divisione fanteria "Sabauda" e quindi alla seconda guerra mondiale, inizialmente durante le operazioni belliche in Nordafrica e successivamente durante la campagna italiana di Russia al comando dell'8ª Armata schierata, per decisione tedesca, in posizione difensiva sul basso corso del Don.
Dopo la firma dell'armistizio dell'8 settembre 1943 decise di resistere e fu catturato dalle truppe tedesche presso il suo quartier generale di Padova il 15 dello stesso mese. Deportato in un campo di prigionia in Germania, fu fatto rientrare in Italia per essere consegnato alle autorità della Repubblica Sociale Italiana che lo processarono a Verona nel gennaio del 1944. Condannato a 10 anni di carcere, riuscì ad evadere prima della fine della guerra, ritirandosi poi a vita privata a Roma.

## Biografia
Nacque a Lodi il 20 aprile 1879, figlio di Ercole e Maria Crocciolani. A dodici anni iniziò a frequentare il Collegio militare di Milano, passando quattro anni dopo a quello di Roma. Arruolatosi nel Regio Esercito, dall’ottobre 1896 frequentò la Regia Accademia Militare di Fanteria e Cavalleria di Modena, uscendone con il grado di sottotenente nell’ottobre 1898. Assegnato al 2º Reggimento fanteria, divenne tenente nel giugno 1902 e, dopo essersi sposato, rientrò in servizio attivo nell’ottobre 1904, assegnato al 70º Reggimento fanteria.
Nell’ottobre 1909 fu ammesso ai corsi della Scuola di guerra di Torino, al termine dei quali fu promosso capitano, partendo per un breve periodo operativo in Libia in forza al 40º Reggimento fanteria. Ritornato in Italia, entrò in servizio nello stato maggiore del VI Corpo d'armata. Divenuto maggiore, all'atto dell'entrata in guerra dell'Italia, avvenuta il 24 maggio 1915, era in servizio presso lo stato maggiore della 4ª armata del tenente generale Luigi Nava, sostituito dopo quattro mesi dal generale Mario Nicolis di Robilant. Promosso due volte per meriti di guerra, il 6 gennaio 1918 divenne colonnello, assegnato come capo ufficio operazioni all'Armata del Grappa.
Al termine del conflitto risultava decorato con una medaglia d'argento al valore militare e con la Croce di Cavaliere dell'Ordine militare di Savoia, nominato Intendente di un Corpo d'armata costituito per una spedizione nel Caucaso poi non concretizzatasi. Assegnato al Comando del Corpo d'armata di Bologna, nel 1919 assunse l'incarico di capo di stato maggiore della 77ª Divisione di stanza a Volosca di Fiume, prendendo parte alle operazioni di contrasto all'occupazione di Fiume da parte di Gabriele D'Annunzio.
Dal 1920 al 1923 fu presidente della delegazione italiana per la delimitazione dei confini con la Jugoslavia. Il 28 novembre 1926 assunse il comando del 26º Reggimento di Fanteria e successivamente fu insegnante presso la Scuola di Guerra. Promosso generale di brigata il 15 settembre 1931, comandò in progressione la V Brigata di Fanteria di stanza a Sanremo, l'Accademia Militare di Modena e la Scuola di Applicazione di Parma. Il 1º gennaio 1935 fu promosso generale di divisione e divenne membro del Consiglio dell'Esercito, partendo per la guerra d'Etiopia nel 1936, assumendo il comando della Divisione fanteria "Sabauda I", assegnata al I Corpo d'armata del generale Ruggero Santini.
Partecipò alla battaglia dell'Amba Aradam, alla prima dell'Endertà e a quella del Tembien, entrando il 5 maggio in Addis Abeba alla testa dei propri soldati. Dopo la fine della guerra assunse l'incarico di Capo di stato maggiore del governatore generale dell'Africa Orientale Italiana, poi viceré, maresciallo d'Italia Pietro Badoglio. Sostituito Badoglio con Rodolfo Graziani il 21 maggio 1936, durante le grandi operazioni di polizia coloniale avvenute nell'ottobre dello stesso anno fu rimproverato dal Ministro delle colonie Alessandro Lessona per il suo atteggiamento giudicato troppo indulgente con le popolazioni etiopiche.
Allineatosi alle nuove direttive, rimase leggermente ferito durante l'attentato al viceré avvenuto il 19 febbraio 1937, non venendo interpellato dal federale Guido Cortese quando si scatenò la successiva, feroce, repressione contro la popolazione della capitale. Il 1º luglio dello stesso anno fu promosso generale di corpo d'armata per meriti eccezionali. Rientrato in Italia nel febbraio 1938, divenne Commendatore dell'Ordine militare di Savoia e Grande ufficiale dell'Ordine coloniale della Stella d'Italia, assumendo nel marzo 1939 il comando del V Corpo d'armata di Trieste.

### La seconda guerra mondiale
Subito dopo l'entrata in guerra dell'Italia, l'11 giugno 1940 assunse il comando della 5ª Armata dislocata in Nordafrica sul confine con la Tunisia. Dopo la morte del governatore della Libia Italo Balbo e l'arrivo di Graziani come sostituto, prese parte all'avanzata della 10ª Armata su Sidi El-Barrani, sostituendo poi il generale Mario Berti alla testa della Grande Unità il 15 dicembre. Dopo l'inizio del contrattacco inglese che portò all'annientamento dell'armata italiana, l'11 febbraio 1941 fu nominato Comandante superiore in A.S.I. in sostituzione di Graziani.
Il 24 marzo divenne governatore della Libia, ma il 19 luglio lasciò l'incarico di comandante supremo delle Forze Armate italiane in Africa settentrionale. Dopo l'arrivo in Libia delle truppe tedesche del Deutsches Afrikakorps, che portarono alla riconquista della Cirenaica entro l'inizio del mese di aprile, entrò in contrasto con il generale Erwin Rommel, che non condivideva la sua intenzione di attendere i previsti rinforzi, tra cui la 15ª Panzer Division, prima di attaccare nuovamente le forze inglesi. I contrasti aumentarono via via ed egli, insofferente alle direttive che gli provenivano da Berlino dal Capo di stato maggiore dell’esercito tedesco Franz Halder, protestò violentemente con il Capo di Stato Maggiore generale Ugo Cavallero. Il 20 luglio, su decisione presa dal Capo di stato maggiore del Regio Esercito, generale Mario Roatta, dovette lasciare l'incarico di governatore al generale Ettore Bastico, rientrando in Italia a disposizione del Comando Supremo.
Nella primavera del 1942 fu chiamato a comandare la nuova grande unità schierata sul fronte russo, l'8ª Armata italiana o "ARMIR", nella quale sarebbe confluito il già presente Corpo di spedizione italiano in Russia, allora comandato dal generale Giovanni Messe. Si trattava di un imponente complesso militare forte di tre Corpi d'armata, per un totale di dieci divisioni (tre alpine), con 229.000 uomini, 17.800 automezzi, 25.000 quadrupedi, 941 pezzi d'artiglieria, appoggiati inizialmente da un contingente aereo, al comando del generale Enrico Pezzi, con 41 aerei da caccia e 23 da ricognizione. Lo schieramento operativo fu completato entro il 9 luglio, e l'ARMIR fu posizionato difensivamente sulla linea del Don (comprese le divisioni alpine originariamente destinate all'impiego nel Caucaso), su un fronte di 270 km tra la 2ª Armata ungherese del generale Gusztáv Jány e la 3ª Armata rumena del generale Petre Dumitrescu.
Promosso generale d'armata il 29 ottobre dello stesso anno, il 19 novembre l'Armata Rossa lanciò due massicci attacchi contro la 3ª Armata rumena, che travolsero le sue posizioni.  A partire dal 16 dicembre 1942 (operazione Piccolo Saturno) quattro armate sovietiche forti di 270.000 uomini, appoggiati da 1.170 carri armati, attaccarono le posizioni italiane, venendo dapprima respinte, ma il giorno successivo avvenne la rottura del fronte. Dopo sette giorni di combattimenti il comando tedesco respinse la richiesta del comando italiano di autorizzare un rimpiegamento difensivo e il 13 gennaio l'offensiva sovietica travolse anche le posizioni della 2ª Armata ungherese, investendo il giorno successivo il XXV Corpo d'armata tedesco. Il 15 cadde la città di Rossoch, sede del comando del Corpo d'armata alpino, e il generale Nasci non riuscì ad organizzare una ritirata organizzata; lì ebbe inizio la tragedia militare e umana dell'armata italiana in Russia.

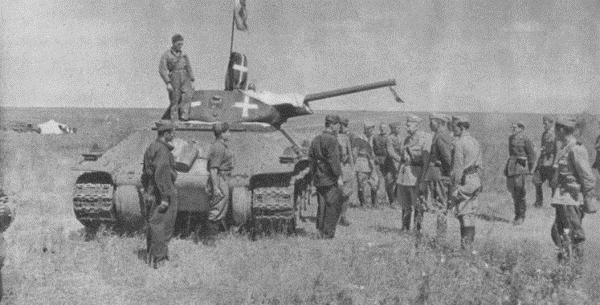
Il generale Gariboldi esamina un carro armato sovietico T-34 catturato

Alla fine di gennaio 1943 ciò che restava dei 229.000 soldati dell'armata vennero ritirati dal fronte russo per essere quindi richiamati in Italia. Gariboldi mostrò anche in questa occasione modeste qualità di comando, decretando nei fatti l'inutile sacrificio delle divisioni alpine, anche se la situazione generale del fronte russo non avrebbe permesso alle truppe italiane di evitare la catastrofe. Il 1º aprile 1943 fu ugualmente insignito dal Cancelliere tedesco Adolf Hitler della Croce di Cavaliere della Croce di Ferro ed in occasione della consegna dell'onorificenza si tenne una piccola festa all'interno dell'Ambasciata d'Italia a Berlino.
Tuttavia le modalità con cui il generale venne fregiato furono emblematiche: la proposta era stata avanzata da Wilhelm Keitel nel tentativo di consolidare l'alleanza italo-tedesca in vista dell'imminente visita di Mussolini al Führer (che sarebbe avvenuta tra il 7 e il 10 aprile); non appena la udì, Hitler andò su tutte le furie e urlò che la battaglia di Stalingrado era stata persa per colpa della vigliaccheria dei rumeni e soprattutto degli italiani. Dopo essersi calmato, il dittatore si inchinò alla "ragion di Stato", ma chiese che almeno venisse concessa a Gariboldi un'onorificenza di minore importanza, l'ordine dell'Aquila nera. Tuttavia, Gariboldi aveva già ottenuto quella decorazione, per cui Hitler fu costretto obtorto collo a concedergli la Croce di cavaliere.
Gariboldi venne quindi convocato al Berghof, dove fu accompagnato dall'addetto militare italiano a Berlino, Luigi Efisio Marras. I due vennero introdotti nella sala grande, dove Hitler li attendeva, e si fecero avanti molto intimiditi: avevano notato una certa freddezza nei loro confronti, testimoniata dal fatto che il Führer rimase fermo a guardare la parete, dando loro le spalle. Gariboldi e Marras rimasero quindi sulla soglia, fino a che Hitler fece capire loro di avvicinarsi con un cenno del capo. Senza degnarlo di uno sguardo, il dittatore porse al generale l'astuccio chiuso con la Croce di Cavaliere e subito dopo sibilò tra i denti che era molto occupato e doveva andarsene. Gariboldi rimase in piedi come fulminato; Hitler avanzò velocemente verso il salone in cui erano convenuti i suoi aiutanti, ai quali disse che in quella cerimonia aveva trascorso «i minuti più spiacevoli della sua vita».
Rimasto al comando dell'8ª Armata, dopo la firma dell'armistizio dell'8 settembre non si arrese ai tedeschi che il 15 dello stesso mese, e venne arrestato presso il suo quartier generale di Padova. Avendo rifiutato ogni tipo di collaborazione, fu deportato in Germania, da dove ritornò per essere consegnato alle autorità della Repubblica Sociale Italiana. Sottoposto a processo presso il carcere degli Scalzi di Verona nel gennaio 1944, venne condannato a 10 anni di prigione. Riuscì ad evadere poco prima della fine della guerra.

### Gli ultimi anni
Al termine del conflitto decise di ritirarsi a vita privata e morì a Roma il 9 febbraio 1970. La salma fu successivamente sepolta nel cimitero maggiore di Lodi, nella tomba di famiglia. Anche suo figlio, Mario Gariboldi, fu impegnato nell'esercito: si guadagnò una medaglia d'argento al valor militare in Russia e fu addetto militare a Bonn e sottocapo di stato maggiore al comando della NATO.
Durissimo fu il commento sul suo operato da parte del maresciallo d'Italia Enrico Caviglia e altrettanto sfavorevole quello del generale Francesco Saverio Grazioli.
(Giovanni Cecini)

### Annotazioni
1. ↑  Con la sola eccezione della piazzaforte di Tobruk.
2. ↑  Coadiuvato nell'incarico dal generale Gastone Gambara in qualità di Comandante superiore in A.S.I..
3. ↑  Il quale, entrato in forte disaccordo con il suo superiore, chiese di essere sostituito.
4. ↑  Le fonti russe indicano 89.838 tra morti, feriti e prigionieri, mentre quelle italiane parlano di 84.830 tra morti, feriti e prigionieri. Di questi ultimi ben 74.800 non rientrarono mai dall'Unione Sovietica. Tutti i materiali pesanti andarono persi.
5. ↑  Scrisse di Gariboldi il maresciallo Caviglia: Cavallero è stato battuto, ha perso le sue truppe, ed è stato nominato maresciallo d'Italia; Bastico è stato battuto, ha perso le sue truppe, ed è stato nominato Maresciallo d’Italia; Messe è stato battuto, ha perso le sue truppe, ed è stato fatto maresciallo d'Italia. Io, può pensare Gariboldi, sono stato battuto, ho perso le mie truppe e non sono stato nominato maresciallo d'Italia.

### Fonti
1. 1 2 3 4 5 6 7 8 9 10 11 12 13 14  Malatesta 2010, p. 39.
2. 1 2 3 4 5 6 7 8 9   GARIBOLDI, Italo in "Dizionario Biografico", su www.treccani.it. URL consultato il 18 ottobre 2022.
3. 1 2 3 4 5 6 7 8 9 10 11 12 13 14 15 16  Giovanni Cecini, I generali di Mussolini, Newton & Compton Editori, Roma, 2016.
4. ↑  Malatesta 2010, p. 40.
5. 1 2  Malatesta 2010, p. 41.
6. 1 2 3  Malatesta 2010, p. 42.
7. 1 2 3 4 5 6  Malatesta 2010, p. 43.
8. 1 2 3 4 5  Malatesta 2010, p. 44.
9. 1 2 3 4  Malatesta 2010, p. 45.
10. 1 2 3 4 5 6 7  Malatesta 2010, p. 46.
11. 1 2  Henrik Eberle e Matthias Uhl (a cura di), Il dossier Hitler, Utet, Torino, 2005, pp. 166-167.
12. ↑   la-scomparsa-del-generale-mario-gariboldi1715, su ana.it. URL consultato il 3 luglio 2017.
13. 1 2 3  Sito web del Quirinale: dettaglio decorato.
14. ↑  Gazzetta Ufficiale del Regno d’Italia n.219 del 18 settembre 1940, pag.2.
15. ↑  tracesofwar.com.

### Pubblicazioni
- Leonardo Malatesta, Il generale Italo Gariboldi, in Storia Militare, n. 196, Parma, Ermanno Albertelli Editore, gennaio 2010,  pp. 39-46.